# Penny McCoy
Penny McCoy (Bishop, 9 ottobre 1949) è un'ex sciatrice alpina statunitense.

## Biografia
Sciatrice polivalente con maggior propensione alle prove tecniche originaria di Mammoth Mountain e sorella di Dennis, a sua volta sciatore alpino, Penny McCoy debuttò in campo internazionale in occasione del Bud Werner Memorial 1964 (Sugar Bowl, 25-26 aprile), dove si classificò 8ª nello slalom speciale e non completò lo slalom gigante; nel 1966 vinse lo slalom speciale della High Sierra Cup (Heavenly Valley, 1-3 aprile), fu 2ª in quello di Farellones del 17 luglio e al termine della stagione partecipò ai Mondiali di Portillo 1966, sua unica presenza iridata, dove vinse la medaglia di bronzo nello slalom speciale del 5 agosto, l'unica gara nella quale prese il via.
Nel 1967 prese parte alla prima stagione della Coppa del Mondo: esordì nella gara inaugurale del circuito femminile, lo slalom speciale disputato il 7 gennaio a Oberstaufen (senza completare la prova), e ottenne il primo piazzamento il 10 gennaio a Grindelwald nella medesima specialità, quando si classificò 5ª: tale risultato sarebbe rimasto il miglior della McCoy nel massimo circuito internazionale, bissato il 12 marzo dello stesso anno a Franconia nella medesima specialità. In Coppa del Mondo ottenne gli ultimi punti il 24 febbraio 1968 a Oslo in slalom gigante (10ª), l'ultimo piazzamento il 16 gennaio 1969 a Schruns in slalom speciale (11ª) e prese per l'ultima volta il via il 1º marzo dello stesso anno a Squaw Valley in slalom gigante, quando subì un infortunio che pose fine alla sua carriera agonistica; non prese parte a rassegne olimpiche.

## Palmarès

### Mondiali
- 1 medaglia:
  - 1 bronzo (slalom speciale a Portillo 1966)

### Coppa del Mondo
- Miglior piazzamento in classifica generale: 13ª nel 1967

### Campionati statunitensi
- 3 medaglie (dati parziali):
  - 1 oro (slalom speciale nel 1967[1])
  - 1 argento (slalom speciale nel 1966[9])
  - 1 bronzo (slalom gigante nel 1966[9])

## Riconoscimenti
- U.S. National Ski Hall of Fame (1978)[1]